# قالقوتان
قالقوتان (به قزاقی: Qalqutan) یک رود در قزاقستان است که در استان آق‌مولا واقع شده‌است.